# Самсонов Олег Іванович
Олег Іванович Самсонов (рос. Олег Иванович Самсонов, нар. 7 вересня 1987, Нововоронеж) — російський футболіст, півзахисник клубу «Краснодар».

## Клубна кар'єра
Народився 7 вересня 1987 року в місті Нововоронеж. Вихованець юнацьких команд футбольних клубів «Атом» (Нововоронеж), «Факел» (Воронеж) та «Академіка» (Москва).
У дорослому футболі дебютував 2004 року виступами за нижчоліговий «Спортакадемклуб», в якому взяв участь у 32 матчах чемпіонату.
Своєю грою за цю команду привернув увагу представників тренерського штабу «Зеніту», до складу якого приєднався 2006 року. Проте в основну команду не пробився і виступав виключно за дубль. Через це з 2007 по 2009 рік на правах оренди грав у складі клубів «Спартак-Нальчик» та «Хімки».
На початку 2010 року перейшов в «Крила Рад» (Самара), за які виступав до літа 2011 року.
До складу клубу «Краснодар» приєднався в червні 2011 року. Наразі встиг відіграти за краснодарську команду 17 матчів в національному чемпіонаті.

## Виступи за збірну
2008 року залучався до складу молодіжної збірної Росії. На молодіжному рівні зіграв у 9 офіційних матчах.
2011 року провів два матчі за збірну Росії-2, проте до основної збірної виклик не отримав.